# Sierra Carapé
Koordinaten: 34° 20′ 0″ S, 54° 39′ 0″ W

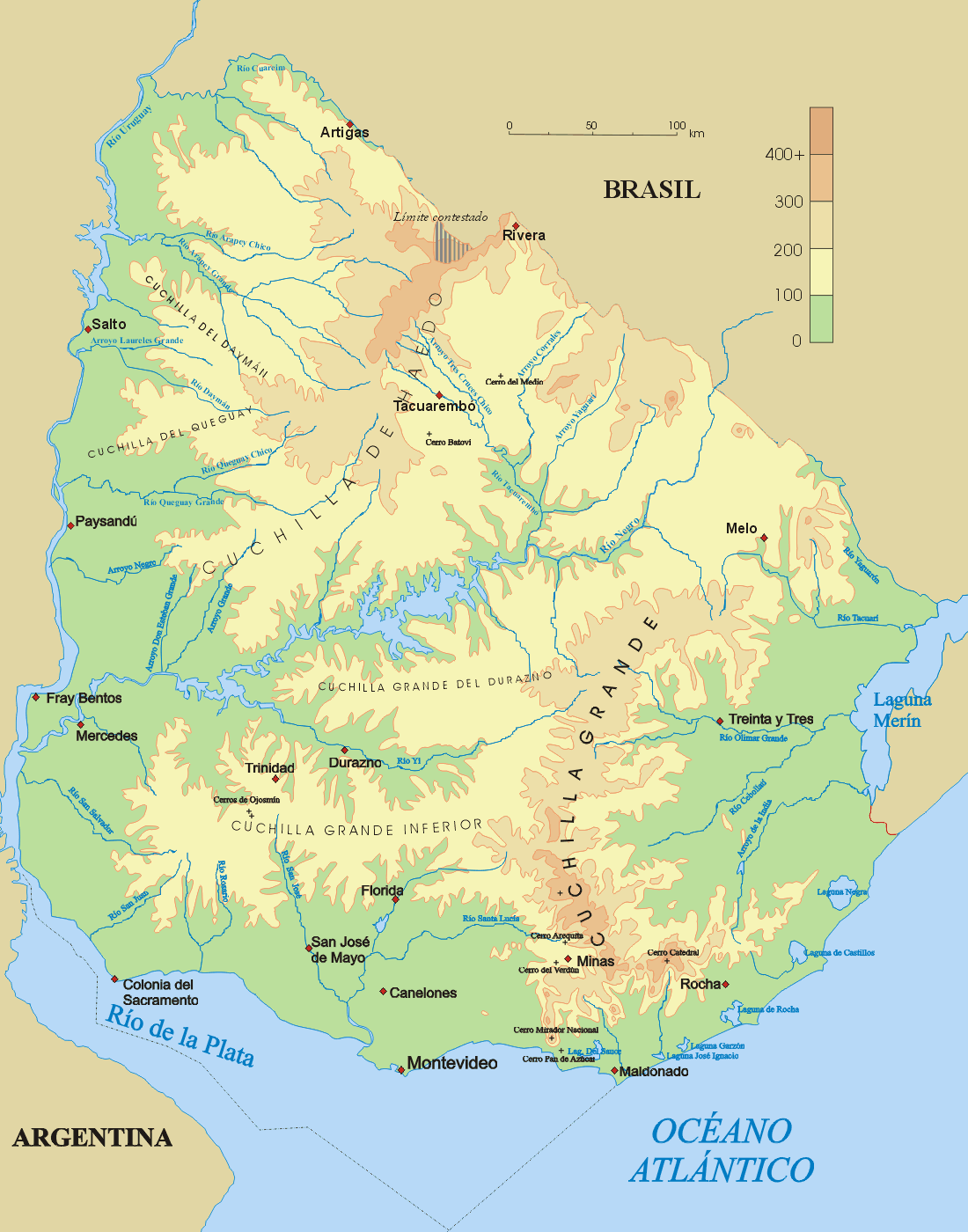
Topographische Karte von Uruguay

Die Sierra Carapé (auch bekannt als Sierra de Carapé) ist eine kleinere Hügelkette im Süden von Uruguay. Sie verläuft vom Departamento Maldonado ostwärts in das Departamento Rocha im Osten. Die Hügelkette stellt die Grenze zum nördlich gelegenen Departamento Lavalleja dar. Die Sierra Carapé schließt im Norden unmittelbar an die Cuchilla Grande an.
In dieser Hügelkette, in der die Quelle des Río Santa Lucía liegt, befindet sich der höchste Punkt von Uruguay, der 514 Meter hohe Cerro Catedral.
In der Sierra de Carapé sind Marmor-Vorkommen vorhanden.

## Galerie

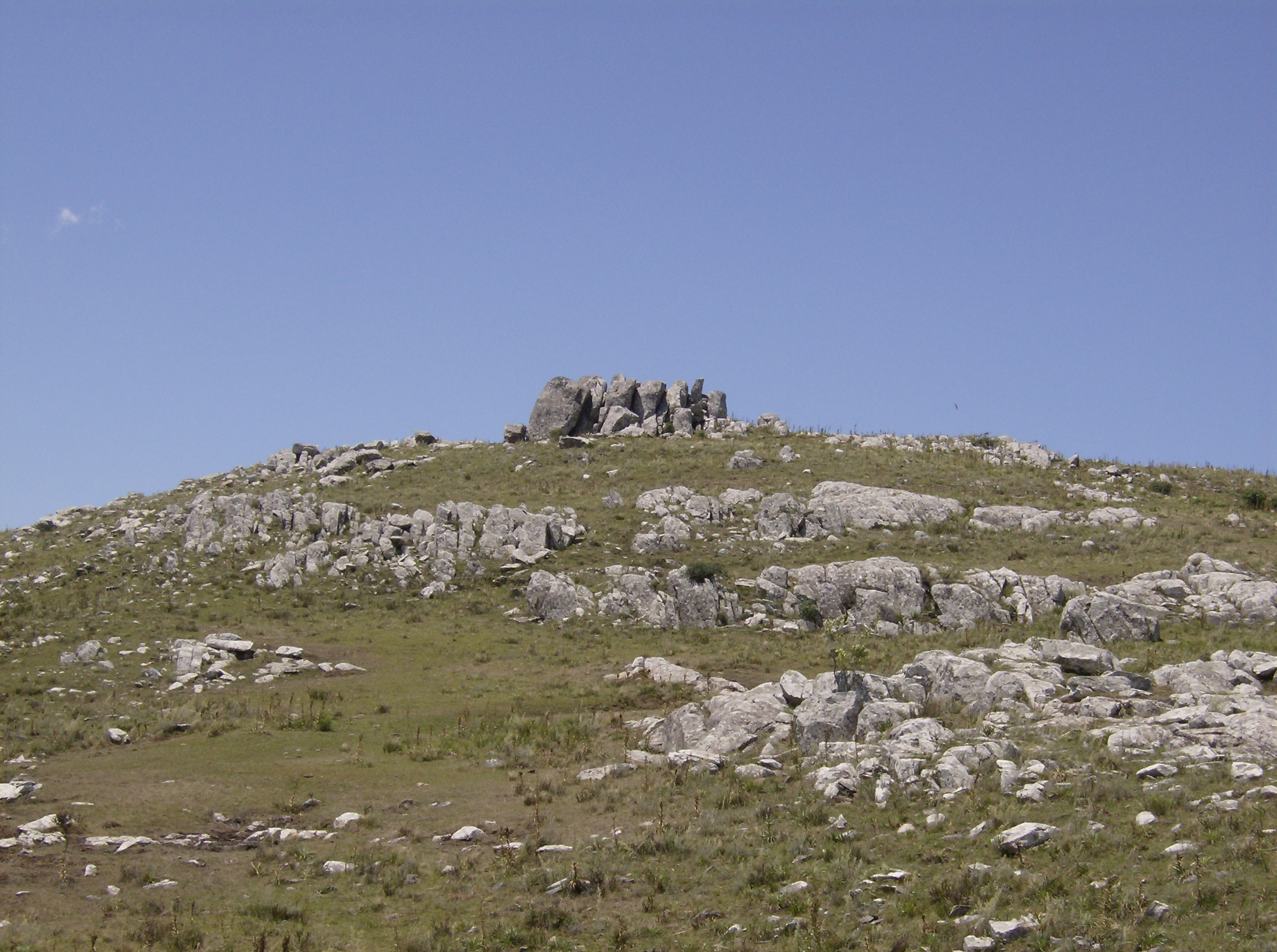
Cerro Catedral (oder Cerro Cordillera) – der höchste Punkt Uruguays
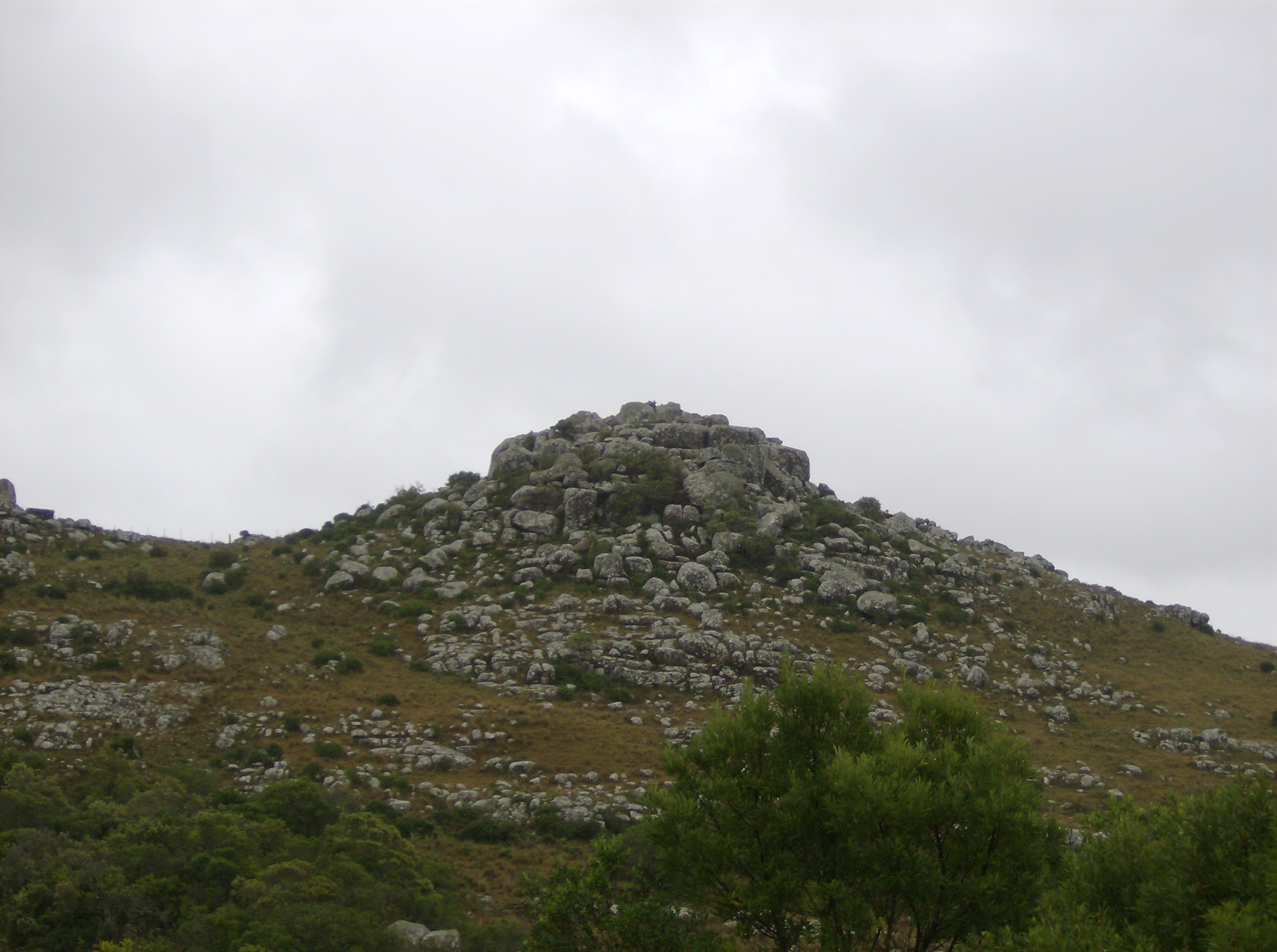
Ein steiniger Gipfel der Hügelkette
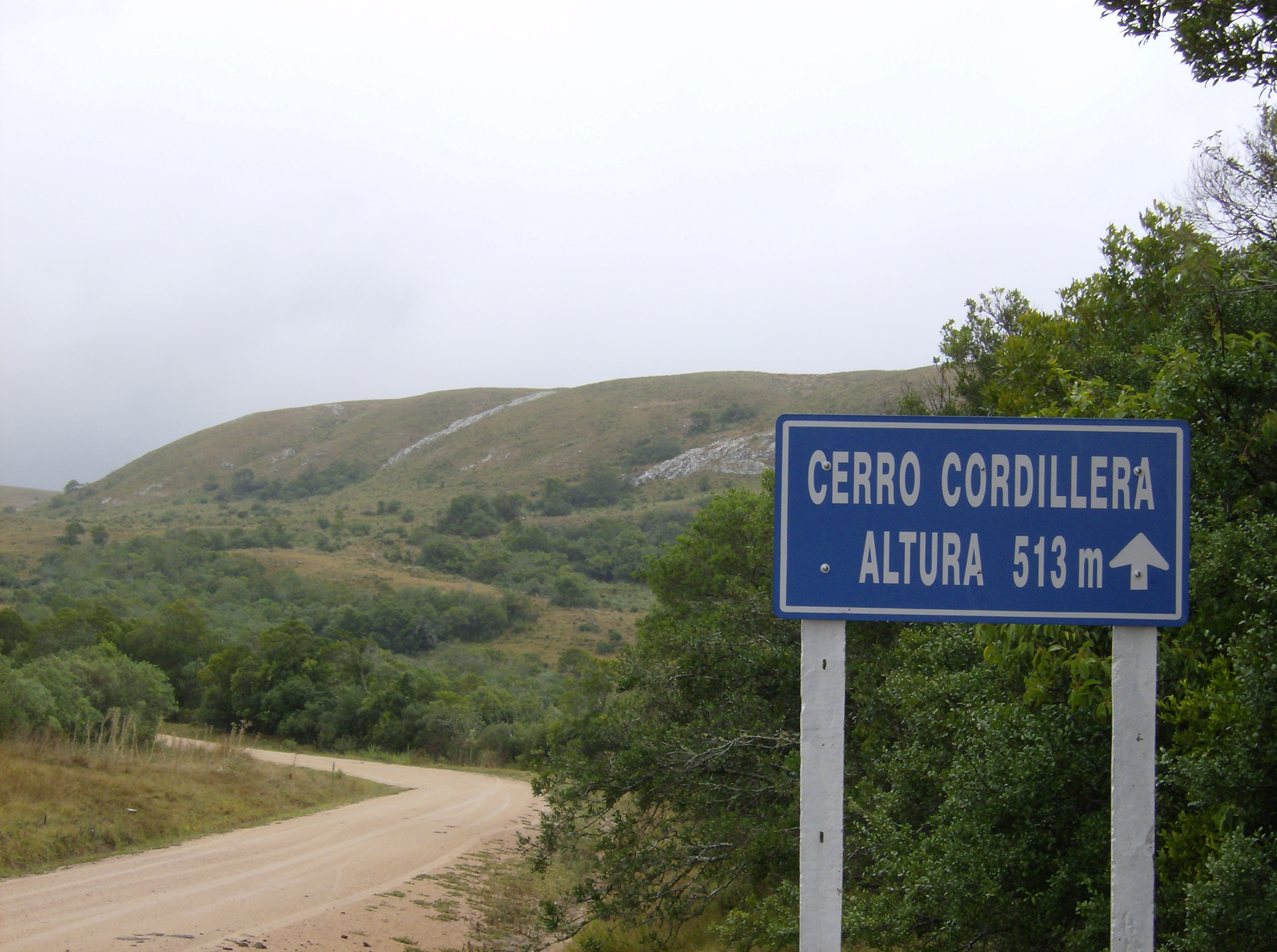
Weg zum Cerro Catedral